# Bílov (district de Nový Jičín)
Pour les articles homonymes, voir Bílov.
Bílov (en allemand : Bielau) est une commune du district de Nový Jičín, dans la région de Moravie-Silésie, en République tchèque. Sa population s'élevait à 575 habitants en 2021.

## Géographie
Bílov se trouve à 16 km au nord de Nový Jičín, à 22 km au sud-ouest d'Ostrava et à 259 km à l'est-sud-est de Prague.
La commune est limitée par Bílovec au nord, par Velké Albrechtice à l'est, par Studénka au sud-est, par Pustějov et Kujavy au sud, et par Fulnek à l'ouest.

## Histoire
La première mention écrite du village date de 1329.

## Galerie

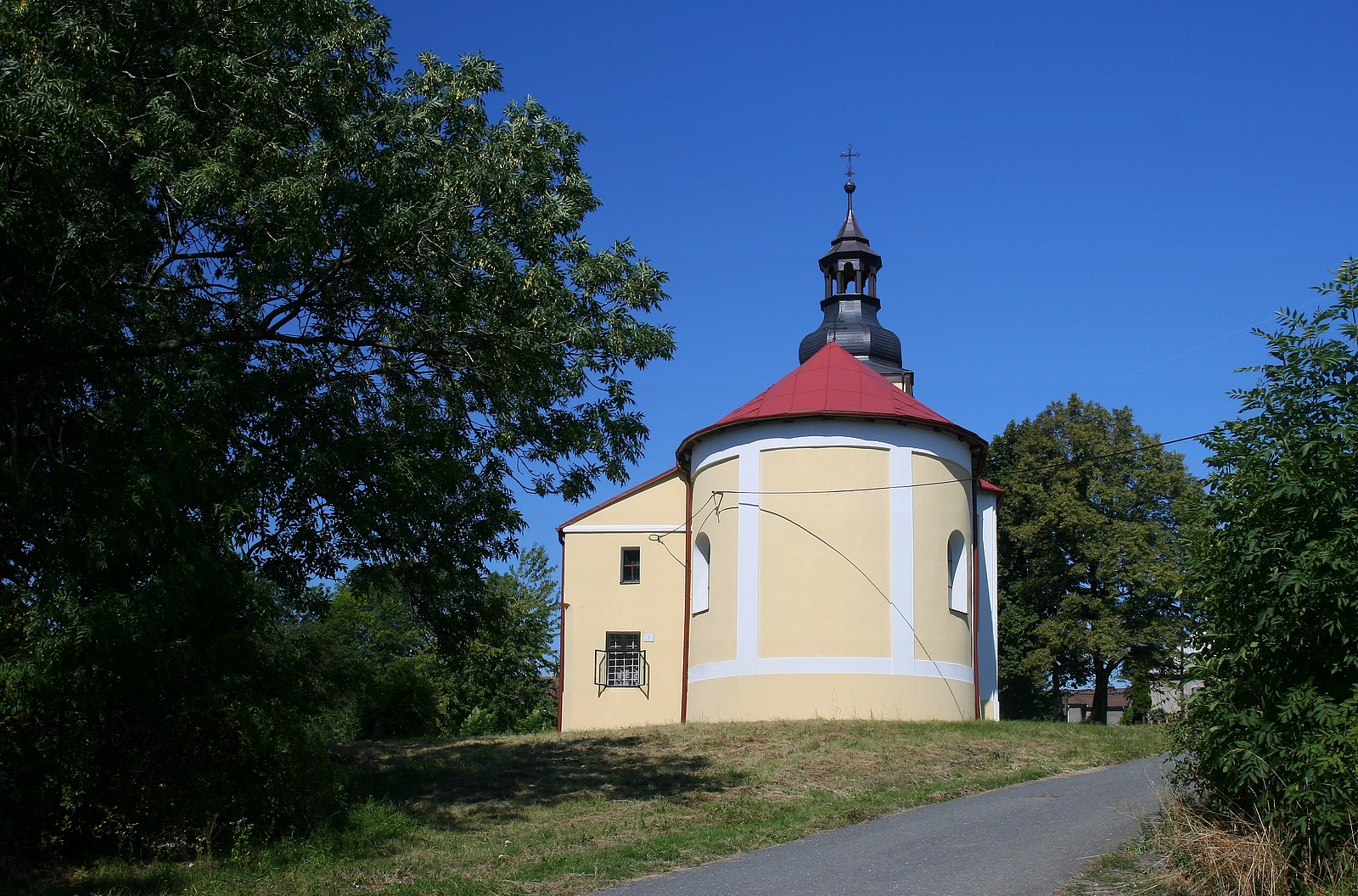
Chevet de l'église Saint-Laurent.
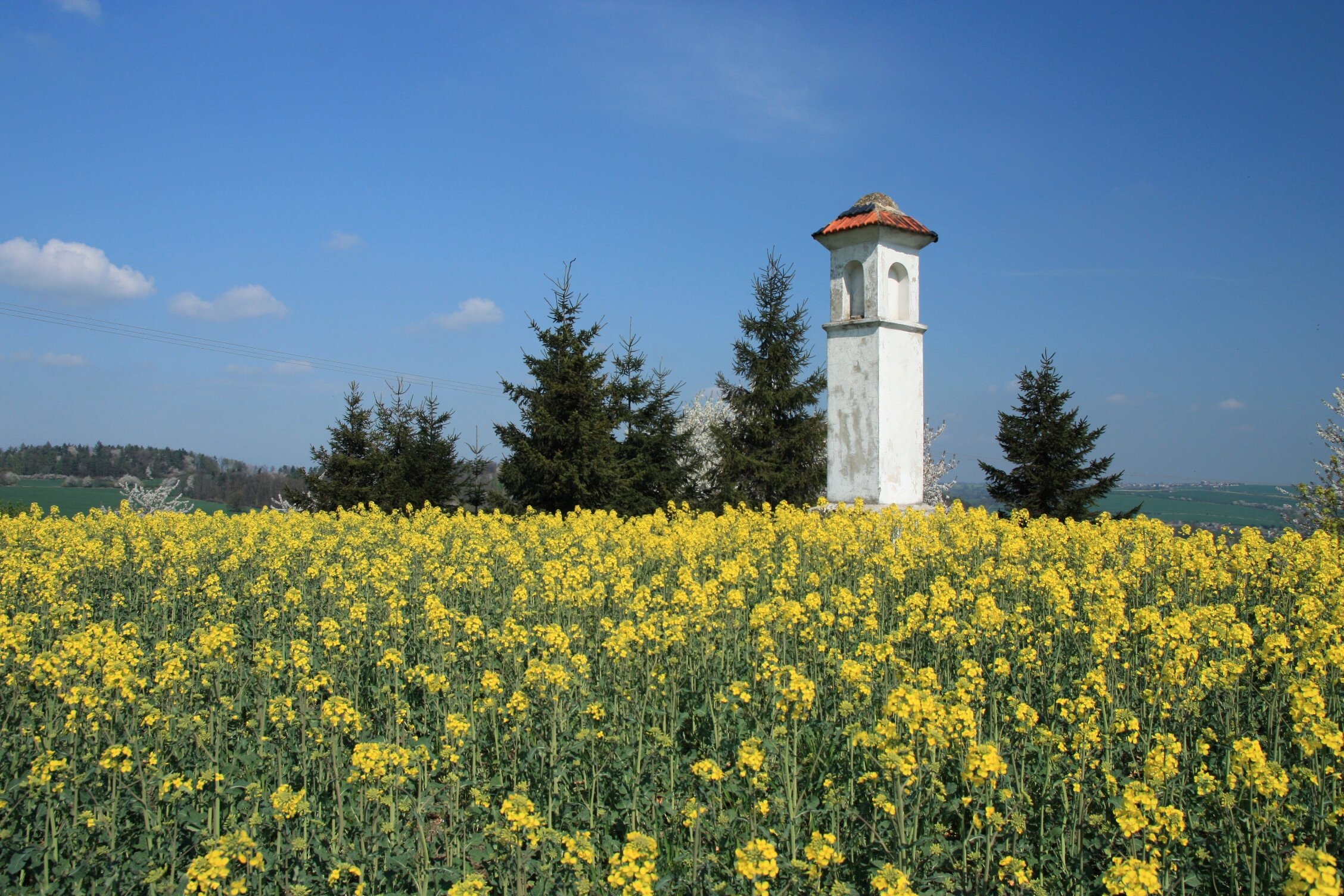
Calvaire sur la route de Bílovce à Pohořílek.

## Transports
Par la route, Bílov se trouve à 3 km de Bílovec, à 18 km de Nový Jičín, à 31 km d'Ostrava et à 331 km de Prague.